# Stylocentrus championi
Stylocentrus championi är en insektsart som beskrevs av Fowler 1896. Stylocentrus championi ingår i släktet Stylocentrus och familjen hornstritar. Inga underarter finns listade i Catalogue of Life.